# Dicyclohexylftalaat
Dicyclohexylftalaat of DCHP (Engels: dicyclohexyl phthalate) is een organische verbinding met als brutoformule C20H26O4. De stof komt voor als een wit kristallijn poeder, dat onoplosbaar is in water.

## Toepassingen
Dicyclohexylftalaat wordt gebruikt als additief in inkten. Het reageert met zuren en basen waarbij de esterbinding(en) verbroken worden. Dicyclohexylftalaat is - zoals alle ftalaten - een weekmaker.